# Motel (álbum)
| Críticas profissionais | Críticas profissionais |
| Avaliações da crítica  | Avaliações da crítica  |
| Fonte                  | Avaliação              |
| ---------------------- | ---------------------- |
| Rolling Stone Brasil   | [ 1 ]                  |

Motel é o álbum de estreia do trio que forma a Banda Uó, lançado em 6 de setembro de 2012 pela gravadora Deckdisc. Produzido por Davi Sabbag (do trio) e Rodrigo Gorky e produção executiva de Pedro D'eyrot, ambos do Bonde do Rolê. Participações contam com o francês Douster em "Malandro", o inglês Mumdance em "Cavalo de Fogo", o americano Diplo em "Gringo" e Preta Gil em "Nega Samurai". O lançamento se mantém fiel às canções em tecnobrega dais quais o grupo se originou mas também apresenta fortes influências da música sertaneja, axé music, twerk, eletro e pop. No dia de lançamento, Motel alcançou a primeira posição nas vendas de álbuns na loja online brasileira do iTunes.
"Faz Uó" foi o primeiro single, lançado em 17 de julho de 2012. "Gringo" foi o segundo single, lançado em 17 de janeiro de 2013, foi produzido pelo DJ americano Diplo e traz referências ao twerk. "Cowboy" foi o terceiro single, lançado em 27 de junho de 2013. "Buzios do Coração" foi anunciado como o quarto single e será lançado dia 9 de outubro de 2014.
A Rolling Stone Brasil classificou o álbum com 4/5 estrelas e o colocou entre os 10 melhores álbuns de 2012, em 9ª posição.

## Lista de faixas
Todas as faixas produzidas por Davi Sabbag e Bonde do Rolê, exceto "Gringo" (Diplo, Sabbag e Bonde do Rolê), "Cavalo de Fogo" (Mumdance, Sabbag e Bonde do Rolê) e "Malandro" (Hugo Douster, Sabbag e Bonde do Rolê).
| N.º            | Título                         | Letras                                                                | Música                                     | Duração |  |
| 1.             | "Faz Uó"                       | Davi Sabbag Pedro D'eyrot Rodrigo Gorky Mateus Carrilho Mel Gonçalves | Sabbag                                     | 3:01    |  |
| 2.             | "Búzios do Coração"            | Sabbag                                                                | Sabbag                                     | 3:20    |  |
| 3.             | "Castelo de Areias"            | Sabbag Carrilho Gonçalves                                             | Sabbag                                     | 2:54    |  |
| 4.             | "Vânia"                        | Sabbag Carrilho                                                       | Sabbag Carrilho                            | 3:33    |  |
| 5.             | "Gringo"                       | Sabbag Carrilho Gonçalves Rodrigo Curado D'eyrot                      | Diplo Sabbag                               | 3:03    |  |
| 6.             | "Cowboy"                       | Sabbag Carrilho                                                       | Sabbag Carrilho                            | 3:57    |  |
| 7.             | "Malandro"                     | Sabbag Carrilho                                                       | Hugo Passaquin Sabbag                      | 3:25    |  |
| 8.             | "Nêga Samurai" (com Preta Gil) | Sabbag Carrilho Gonçalves Gorky D'eyrot                               | Sabbag                                     | 3:14    |  |
| 9.             | "I <3 Cafuçú"                  | Sabbag Carrilho Gonçalves                                             | Sabbag                                     | 3:05    |  |
| 10.            | "Cavalo de Fogo"               | Sabbag Carrilho                                                       | Mumdance Sabbag                            | 3:15    |  |
| 11.            | "Show da Rita"                 | Sabbag Carrilho Gonçalves D'eyrot                                     | Sabbag                                     | 3:46    |  |
| 12.            | "Chorei"                       | Sabbag Carrilho D'eyrot                                               | Sabbag                                     | 3:43    |  |
| 13.            | "Shake de Amor"                | Sabbag Carrilho                                                       | Ronald Jackson Janae Rockwell Willow Smith | 3:20    |  |
| Duração total: | Duração total:                 | Duração total:                                                        | Duração total:                             | 41:36   |  |

Créditos de demonstração
- "Shake de Amor" contém elementos de "Whip My Hair", escrita por Willow Smith, Ronald Jackson, Janae Rockwell e cantada por Willow Smith.